# Discovering the Waterfront
Discovering the Waterfront es el segundo álbum de estudio de la banda canadiense de post-hardcore Silverstein. Fue lanzado el 16 de agosto de 2005 a través de Victory Records y fue producido por Cameron Webb. El álbum fue promocionado con tres videos musicales para las canciones "Smile in Your Sleep", "Discovering the Waterfront" y "My Heroine".

## Lista de canciones
Todas las canciones fueron escritas por Neil Boshart y Shane Told, excepto cuando se indique lo contrario. Todas las canciones fueron interpretadas por Silverstein.

| N.º | Título                        | Duración |  |
| 1.  | «Your Sword Versus my Dagger» | 3:00     |  |
| 2.  | «Smile in Your Sleep»         | 3:13     |  |
| 3.  | «The Ides of March»           | 3:29     |  |
| 4.  | «Fist Wrapped in Blood»       | 2:58     |  |
| 5.  | «Discovering the Waterfront»  | 4:45     |  |
| 6.  | «Defend You»                  | 3:28     |  |
| 7.  | «My Heroine»                  | 3:27     |  |
| 8.  | «Always and Never»            | 3:51     |  |
| 9.  | «Already Dead»                | 3:17     |  |
| 10. | «Three Hours Back»            | 3:36     |  |
| 11. | «Call It Karma»               | 4:14     |  |

| Bonus track |                                   |          |  |
| N.º         | Título                            | Duración |  |
| 12.         | «Rodeo Clown» (cover de Lifetime) | 2:03     |  |

## Posicionamiento en lista
| Lista (2005)                                    | Posición |
| ----------------------------------------------- | -------- |
| Estados Unidos (Billboard 200)                  | 34       |
| Estados Unidos (Independent Albums (Billboard)) | 3        |